# Mille, Marie og mig
Mille, Marie og mig er en dansk film fra 1937. Her ser vi Marguerite Viby i en tredobbelt komedierolle i veloplagt og festlig film. Musikken leveres af Teddy Petersens orkester. Filmen var så stor en succes at der blev lavet en fuld genindspilning på svensk året efter. Genindspilningen hed Milly, Maria och jag og havde også Marguerite Viby i hovedrollen og blev indspillet i Valby Danmark.
- Manuskript Fleming Lynge.
- Instruktion Emanuel Gregers.

Blandt de medvirkende kan nævnes:
- Marguerite Viby
- Aage Fønss
- Sigurd Langberg
- Peter Nielsen
- Maria Garland
- Else Marie Hansen
- Erika Voigt